# Santa Cruz Vista Hermosa
Santa Cruz Vista Hermosa är en ort i Mexiko.   Den ligger i kommunen Zapotitlán Lagunas och delstaten Oaxaca, i den sydöstra delen av landet, 200 km söder om huvudstaden Mexico City. Santa Cruz Vista Hermosa ligger 1 580 meter över havet och antalet invånare är 313.
Terrängen runt Santa Cruz Vista Hermosa är lite kuperad. Runt Santa Cruz Vista Hermosa är det glesbefolkat, med 12 invånare per kvadratkilometer. Närmaste större samhälle är Xochihuehuetlán, 14,8 km nordväst om Santa Cruz Vista Hermosa. Trakten runt Santa Cruz Vista Hermosa består till största delen av jordbruksmark.